# Löddeköpinge landskommun
Löddeköpinge landskommun var en tidigare kommun i dåvarande Malmöhus län.

## Administrativ historik
När 1862 års kommunalförordningar började gälla inrättades över hela landet cirka 2 400 landskommuner, de flesta bestående av en socken. Därutöver fanns 89 städer och 8 köpingar, som då blev egna kommuner.
Denna kommun bildades då i Löddeköpinge socken i Harjagers härad i Skåne. 
Vid kommunreformen 1952 bildade den storkommun genom sammanläggning med de tidigare landskommunerna Barsebäck, Hofterup och Hög.
Området ingår sedan 1974 i Kävlinge kommun.
Kommunkoden 1952-1973 var 1221.

### Kyrklig tillhörighet
I kyrkligt hänseende tillhörde kommunen Löddeköpinge församling. Den 1 januari 1952 tillkom församlingarna Barsebäck, Hofterup och Hög.

## Geografi
Löddeköpinge landskommun omfattade den 1 januari 1952 en areal av 53,77 km², varav 53,45 km² land.

### Tätorter i kommunen 1960
I Löddeköpinge landskommun fanns tätorten Löddeköpinge, som hade 638 invånare den 1 november 1960. Tätortsgraden i kommunen var då 32,6 procent.

## Politik

### Mandatfördelning i valen 1938-1970
| 9 | 2 | 3 | 1 |

| 15 |

| 8 | 2 | 3 | 2 |

| 15 |

| 9 | 1 | 3 | 2 |

| 15 |

| 18 | 10 | 4 | 3 |

| 35 |

| 18 | 9 | 4 | 4 |

| 35 |

| 17 | 11 | 3 | 4 |

| 33 |

| 16 | 9 | 2 | 3 |

| 28 |

| 14 | 9 | 4 | 3 |

| 28 |

| 14 | 9 | 5 | 3 |

| 29 |